# 大島葉子
大島 葉子（おおしま はこ、1965年4月5日）は日本の女優。大阪府出身。loca所属。身長170cm、血液型AB型。京都芸術短期大学卒業。
趣味・特技：ゴスペル、ピラティス、映画鑑賞、習い事
資格：キャットスペシャリスト　心理学NLP

## 来歴・人物
高校生のころからモデルとして活動する。ファッションショーや雑誌に登場する一方で、デザイナーとしてもキャリアを積む。HAKOの名義で中沢きみひこと共に「新動物占い」シリーズを出版し、キャラクターデザインも担当した。CM出演も多数。河瀬直美監督の「影-Shadow（04／劇場未公開）に主演し映画デビュー。河瀬監督作では「朱花の月」(11)でも主演を務め、同作はカンヌ国際映画祭のコンペティション部門で上映される。瀬々敬久監督「ヘヴンズストーリー」(10)はベルリン国際映画祭で国際批評家連盟賞と最優秀アジア映画賞を受賞した。09年には短編映画「笑ひ教」を初監督。奈良県橿原市観光大使(16〜現在)、アジア国際映画祭 審査員(17)、日本セルビア映画祭 審査員(17〜19) 。

## 主な出演作品

### 映画
- おばあちゃんの秘密 - 監督/今関あきよし 2026年公開予定[3]
- こんな事があった - 監督/松井良彦 2025年公開予定[4]
- 重ねる - 監督/配島徹也 2024年公開[5][6]
- 僕の名前はルシアン - 監督/大山千賀子　2023年公開[7]
- 逢魔が時の人々 - 監督/溝口稔　2023年配信公開
- そして優子2 - 監督/佐藤竜憲　2023年公開
- 釜石ラーメン物語 - 監督/今関あきよし　2023年公開
- [窓] MADO - 監督/麻王　2022年池袋ヒューマックスシネマにて公開
- 葬式の名人 - 監督/樋口尚文
- 楽園 - 監督/瀬々敬久
- ホテルアイリス - 監督/奥原浩志
- 恋恋豆花 - 監督/今関あきよし 2020 japan film festival los angelesにて最優秀助演女優賞受賞
- 沈黙 -サイレンス- - 監督/マーティン・スコセッシ
- はじまりの日～ベーシックインカム元年～‐監督/増山麗奈
- 愛しのノラ〜幸せのめぐり逢い〜 - 監督/田尻裕司
- THE HYBRID 鵺の仔（2015年）- 監督/羽野暢、倉谷宣緒
- 朱花の月(はねづのつき) - 監督/河瀬直美
- エミアビのはじまりとはじまり - 監督/渡辺謙作
- Suicide love - 監督/大山千賀子
- アイドル・イズ・デッド - 監督/加藤行宏
- 少女と夏の終わり - 監督/石山友美
- 瞬間少女 - 監督/清水健斗
- カフェ代官山III 〜それぞれの明日〜 - 監督/東條政利
- ボクらが恋愛できない理由 - 監督/月川翔
- ユートピアサウンズ - 監督/三間旭浩
- 戦争と一人の女 - 監督/井上淳一
- 母の唄がきこえる - 監督/大谷康之
- あいときぼうのまち - 監督/管乃廣
- ネオン蝶 - 監督/サトウトシキ
- R-18文学賞　自縄自縛の私 - 監督/竹中直人
- つやのよる - 監督/行定勲
- インターミッション - 監督/樋口尚文
- DIRTY HEARTS - 監督/Vidants Amorim
- ヘヴンズ ストーリー - 監督/瀬々敬久
- World Without War - 監督/Malcom Clarke
- ヴァージン - 監督/今泉力哉
- TORSO - 監督/山崎裕
- 影-Shadow - 監督/河瀬直美
- トロピカルフィッシュ - 監督/内田英治
- 私立探偵532（7つの顔） - 監督/中井庸友
- 謝幕的女人〜アンコールの女〜 - 監督/ジャン・ク−ミン
- 僕は1日で駄目になる - 監督/小沢和史
- LOVE ME 2030 - 監督/シューリー・チェン
- 獣道 - 監督/内田英治
- 悪玉 - 監督/宮坂武志
- あおひげ - 監督/後閑宏
- 地球でたったふたり - 監督/内田英治
- オンディーヌの呪い - 監督/甲斐さやか
- 私の中のアイヒマン - 監督/内田英治
- 光と風さえあればいい - 監督/渡邊拓也
- TOPLESS - 監督/内田英治
- サマーリフレイン - 監督/池田圭
- 銀幕彩日 - 監督/中田圭

### テレビドラマ
- きのう何食べた? - 監督/中江和仁
- 大恋愛  僕を忘れる君と
- WOWOW　悪党 - 監督/瀬々敬久
- NHK トットてれび
- TVK 深夜の用心棒
- WOWOWスペシャルドラマ「尋ね人」
- TX D×TOWN「ボクらが恋愛できない理由」
- ネコナデ
- TBS愛の劇場「スイーツドリーム」

### 舞台
- 現代能楽集〜初めてなのに知っていた - 燐光群　演出/坂手洋二
- 8分間　作演出/坂手洋二
- お召し列車　作演出/坂手洋二
- 青鬼の褌を洗う女/梨本諦鳴

＊走るふたり　

### CM
- LINE Works / スーパー篇
- 宝酒造　澪　/ お正月編
- Mastercard pricelessを選ぼう。/ 食べログ篇
- ポカリスエット イオンウォーター / うるおいON篇
- マニュライフ生命 / マジンガー君同窓会篇
- 小田急ロマンスカー / 2013夏 父と子篇
- 丸美屋 麻婆豆腐 / 私、つくります篇・小さい頃の写真篇
- セブンイレブン / 近くて便利 冷たい麺篇
- 花王 アタックNeo / 忙しいママ コーヒー篇
- エステWAM / 暑い部屋篇
- バンホーテン ミルクココア / 少女たち篇
- アイフル / みんなのどうする？篇
- 第一生命 / きちんと知りたい篇
- パナソニック IHコンロ / 大阪篇

### その他
- 2020年　japan film festival los angelesにて最優秀助演女優賞受賞
- 2017年　アジア国際映画祭 / 審査員
- 2017〜19年　日本セルビア映画祭 / 審査員
- 2016〜19年　奈良県橿原市観光大使
- 東急電鉄　朝のグッチョイクーポン_早朝物語 全4話 / 監督 : 今泉力哉
- 多摩川物語 共演：ドリアン助川 / 朗読ライブ
- Edge2 「寝ても覚めても古本暮らし」萩原雷魚 / ナレーション
- 花巻温泉ウエディング ベールダウン / 監督：磯見大
- 大京グループWEBドラマ 50年の物語 (全6話) / 監督：古厩智之
- auビデオパスドラマ コレカラ / 監督：瀬田なつき
- TOZANグループ / イメージキャラクター
- NOA / イメージキャラクター
- TOKYO Collection / ショーモデル
- KAPITAL WEB CATALOGUE 2015 / モデル
- 新動物占い (書籍) / キャラクターデザイン
- hako ｢恋なんてテレパシー｣ (CD) / ボーカル
- 小川コーヒー (CMソング) / ボーカル
- SAKURA MIND IN YOSHINO (CD付き写真集) / モデル・ボーカル